# Сан-Габриэле-делл-Аддоларата (титулярная церковь)
Титулярная церковь Сан-Габриэле-делл-Аддоларата (лат. Titulus Sancti Gabrielis a Virgine Perdolente) — титулярная церковь была создана Папой Франциском 14 февраля 2015 года. Титул принадлежит церкви Сан-Габриэле-делл-Аддоларата, расположенной в квартале Рима Дон Боско, на углу виа Понцио Коминио и ларго Сан-Габриэле. Приход был основан 1 ноября 1981 года.

## Список кардиналов-священников титулярной церкви Сан-Габриэле-делл-Аддоларата
- Жулиу Дуарте Ланга — (14 февраля 2015 — по настоящее время).